# Lista das maiores empresas da Dinamarca
Este artigo lista as maiores empresas da Dinamarca em termos de receita, lucro líquido e ativo total, de acordo com as revistas norte-americanas de negócios Fortune e Forbes.

## ListaFortunede 2019
Esta lista exibe todas as empresas dinamarquesas na Fortune Global 500, que classifica as maiores empresas do mundo por receita anual. Os números abaixo são dados em milhões de dólares americanos e são para o ano fiscal de 2018.  Também estão listados a localização da sede, lucro líquido, número de funcionários em todo o mundo e setor da indústria de cada empresa.
| Classificação | Classificação na Fortune 500 | Nome         | Indústria  | Receita (Milhões de dólares) | Lucros (Milhões de dólares) | Funcionários | Sede       |
| ------------- | ---------------------------- | ------------ | ---------- | ---------------------------- | --------------------------- | ------------ | ---------- |
| 1             | 294                          | Grupo Maersk | Transporte | 41.256                       | 3.169                       | 84.404       | Copenhague |

## ListaForbesde 2019
Esta lista é baseada na Forbes Global 2000, que classifica as 2.000 maiores empresas de capital aberto do mundo. A lista da Forbes leva em consideração uma grande quantidade de fatores, incluindo receita, lucro líquido, ativos totais e valor de mercado de cada empresa; cada fator recebe uma classificação ponderada em termos de importância ao considerar a classificação geral. A tabela a seguir também lista a localização da sede e o setor de indústria de cada empresa. Os números estão em bilhões de dólares americanos e são para o ano de 2018. 
| Classificação | Classificação na Forbes 2000 | Nome                                       | Sede           | Receita (bilhões US$) | Lucro (bilhões US$) | Ativos (bilhões US$) | Valor (bilhões US$) | Setor da Indústria            |
| ------------- | ---------------------------- | ------------------------------------------ | -------------- | --------------------- | ------------------- | -------------------- | ------------------- | ----------------------------- |
| 1             | 262                          | Grupo Maersk                               | Copenhague     | 39,0                  | 3,1                 | 56,6                 | 28,1                | Transporte                    |
| 2             | 339                          | Danske Bank                                | Copenhague     | 15,4                  | 2,2                 | 548,2                | 16,6                | Bancário                      |
| 3             | 376                          | Novo Nordisk                               | Bagsværd       | 17,7                  | 6,1                 | 17,0                 | 116,3               | Farmacêutica                  |
| 4             | 486                          | Ørsted                                     | Copenhague     | 11,5                  | 2,8                 | 26,7                 | 31,4                | Serviços de utilidade pública |
| 5             | 794                          | Carlsberg Group                            | Copenhague     | 9,9                   | 0,8                 | 18,0                 | 19,3                | Bebidas                       |
| 6             | 847                          | Vestas Wind Systems                        | Aarhus         | 12,0                  | 0,8                 | 13,6                 | 17,9                | Equipamento elétrico          |
| 7             | 1012                         | DSV                                        | Hedehusene     | 12,5                  | 0,6                 | 5,9                  | 15,5                | Transporte                    |
| 8             | 1361                         | Coloplasto                                 | Fredensborg    | 2,7                   | 0,6                 | 1,9                  | 21,9                | Cuidados de saúde             |
| 9             | 1520                         | Jyske Bank                                 | Silkeborg      | 2,4                   | 0,4                 | 91,9                 | 3,4                 | Bancário                      |
| 10            | 1668                         | Novozymes                                  | Bagsværd       | 2,3                   | 0,5                 | 3,0                  | 13,2                | Farmacêutica                  |
| 11            | 1899                         | Lundbeck                                   | Copenhague     | 2,9                   | 0,6                 | 3,5                  | 8,3                 | Farmacêutica                  |
| 12            | 1973                         | ISS A / S                                  | Copenhague     | 12,3                  | 0,0                 | 7,6                  | 5,8                 | Serviços                      |
| 13            | 1977                         | Maersk Drilling (Drilling Company de 1972) | Kongens Lyngby | 1,4                   | 0.9                 | -                    | 3,2                 |                               |